# (10168) Stony Ridge
(10168) Stony Ridge (1995 CN) – planetoida z pasa głównego asteroid okrążająca Słońce w ciągu 4,59 lat w średniej odległości 2,76 j.a. Odkryta 4 lutego 1995 roku.